# Okres Písek
Písek (Duits: Pisek) is een district (Tsjechisch: Okres) in de Tsjechische regio Zuid-Bohemen. De hoofdstad is Písek. Het district bestaat uit 75 gemeenten (Tsjechisch: Obec). Voor 1 januari 2007 hoorde ook de gemeente Dražíč bij deze okres, nu hoort die gemeente bij de okres České Budějovice. In de okres Písek komen de rivieren Moldau en Otava samen. Ook het Orlik-meer, een stuwmeer in de Moldau, ligt in dit district.

## Lijst van gemeenten
De obce (gemeenten) van de okres Písek. De vetgedrukte plaatsen hebben stadsrechten. De cursieve plaatsen zijn steden zonder stadsrechten (zie: vlek).
Albrechtice nad Vltavou - Bernartice - Borovany - Boudy - Božetice - Branice - Cerhonice - Čimelice - Čížová - Dobev - Dolní Novosedly - Drhovle - Heřmaň - Horosedly - Hrazany - Hrejkovice - Chyšky - Jetětice - Jickovice - Kestřany - Kluky - Kostelec nad Vltavou - Kovářov - Kožlí - Králova Lhota - Křenovice - Křižanov - Kučeř - Květov - Lety - Milevsko - Minice - Mirotice - Mirovice - Mišovice - Myslín - Nerestce - Nevězice - Okrouhlá - Olešná - Orlík nad Vltavou - Osek - Oslov - Ostrovec - Paseky - Písek - Podolí I - Probulov - Protivín - Přeborov - Předotice - Přeštěnice - Putim - Rakovice - Ražice - Sepekov - Skály - Slabčice - Smetanova Lhota - Stehlovice - Tálín - Temešvár - Varvažov - Veselíčko - Vlastec - Vlksice - Vojníkov - Vráž - Vrcovice - Záhoří - Zbelítov - Zběšičky - Zhoř - Zvíkovské Podhradí - Žďár
České Budějovice · Český Krumlov · Jindřichův Hradec · Písek · Prachatice · Strakonice · Tábor